# دچانی
دچانی (به صربی: Дечани) شهری در منطقه جاکوویسا کشور کوزوو است که در سرشماری سال ۲۰۱۱ میلادی، ۳۸٬۹۸۴ نفر جمعیت داشته‌است.